# Tölgy-csipkéspoloska
A tölgy-csipkéspoloska (Corythucha arcuata) a csipkéspoloska-félék családjába tartozó, tölgyfákon élő rovarfaj. Észak-Amerikában őshonos, de a 2000-es években átkerült Európába, ahol inváziós fajként terjed és gyors szaporodásával jelentős gazdasági és ökológiai károkat okozhat.

## Megjelenése
A tölgy-csipkéspoloska testhossza kifejlett állapotban kb. 3–4 mm. Szárnya négyszögletes, csipkeszerű, fehéresen átlátszó. Elülső szárnyain három-három barna folt látszik: kettő a szárny külső élén, egy
pedig középen, a szárny belső oldalán.
Petéi kb. 0,3-0,4 mm magasak, megnyúlt alakúak, sötét színűek. A nimfák tojásdadok, lapítottak, barna foltosak; testükön tüskeszerű nyúlványok találhatók.

## Életmódja
Évente két, kedvező körülmények esetén három nemzedéke fejlődik. A nemzedékek átfedik egymást, májustól októberig minden fejlődési fázisa előfordul. A kifejlett poloskák október és április között áttelelnek; kéregrepedésekben, levelek, kéregdarabok alatt nagyobb, akár ezer példányból álló csoportokban gyűlnek össze. Tavasszal lombfakadáskor bújnak elő és miután néhány hétig a levelek alsó oldalán szívogatnak, párzanak, majd a nőstény a levelek alsó oldalára rakja petéit. A lárvák a kifejlett egyedekhez hasonlóan a levél nedveit szívogatják. Teljes életciklusa 30-40 nap alatt lezajlik.
Különféle tölgyfajokon él, Magyarországon főleg a kocsányos-, kocsánytalan- és csertölgy a tápnövénye. Az amerikai vörös tölgyek (vörös tölgy, skarlát tölgy, mocsártölgy) immunisak rá. Ritkán más fákon és cserjéken (juhar, hárs, rózsa- és szederfélék) is táplálkozhat. Jelenlétére a levelek ereinél koncentrálódó, apró sárga foltok árulják el, amelyek egyre inkább kiterjednek és a levél elhalásához vezetnek. A levelek fonákján fekete ürülékpöttyeik is árulkodóak.

## Elterjedése
Észak-Amerika keleti felén (északon kb. az USA-kanadai határig) őshonos, de a 2000-es években átkerült Európába, ahol gyors terjeszkedésbe kezdett. Először 2000-ben észlelték Olaszországban, két év múlva megjelent Svájcban és Törökországban. Magyarországon 2013-ban fogták az első példányt és 2019-re minden megyéből előkerült. Ugyanebben az évben Csehországra is átterjedt.

## Gazdasági jelentősége
Észak-Amerikában nem okoz különösebb károkat az erdőben, mert természetes ellenségei nem engedik túlszaporodni. Európában viszont - bár a katicabogarak, fátyolkalárvák, ragadozó poloskák elfogyasztják - nincs olyan ragadozó, amely kordában tudná tartani létszámát. Ha túlságosan elszaporodik, a fa levelei már júliusban megsárgulnak és elszáradnak. Makkja jóval kisebb lesz és idő előtt lehullik. Ha ez több éven keresztül megismétlődik, az gátolja a fa növekedését, annak leromlásához, betegségekre való fogékonyságához, illetve pusztulásához vezethet. Tekintve hogy a tölgyek az európai erdők faállományának jelentős részét teszik ki, a csipkéspoloska elszaporodása súlyos gazdasági és ökológiai károkhoz vezethet.
Lehetséges, hogy közeli rokonához, a platán-csipkéspoloskához hasonlóan mérgező anyagot is kibocsát (az megfogva bőrgyulladást okozhat, illetve tömegesen vízbe esve elpusztulnak tőle a halak).

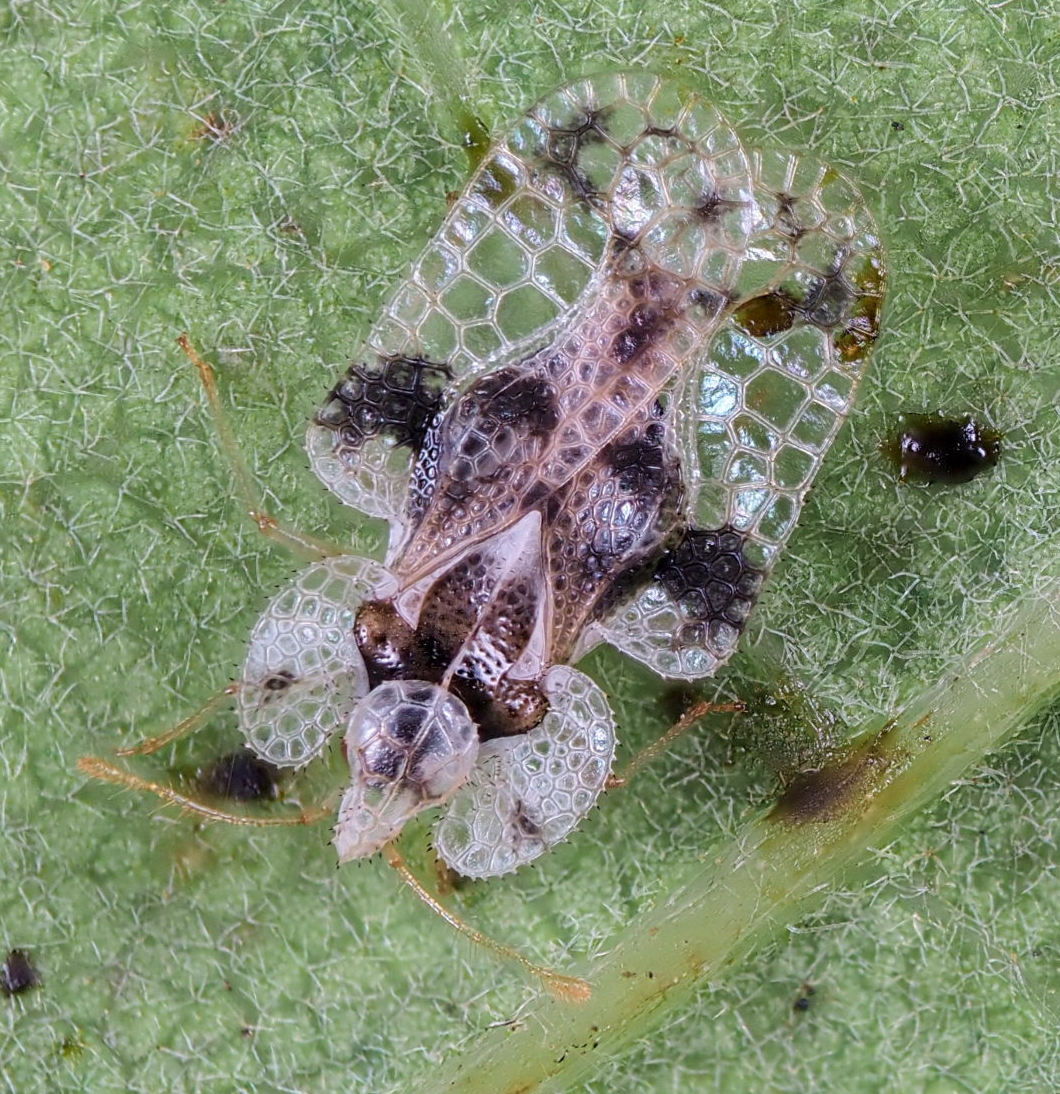
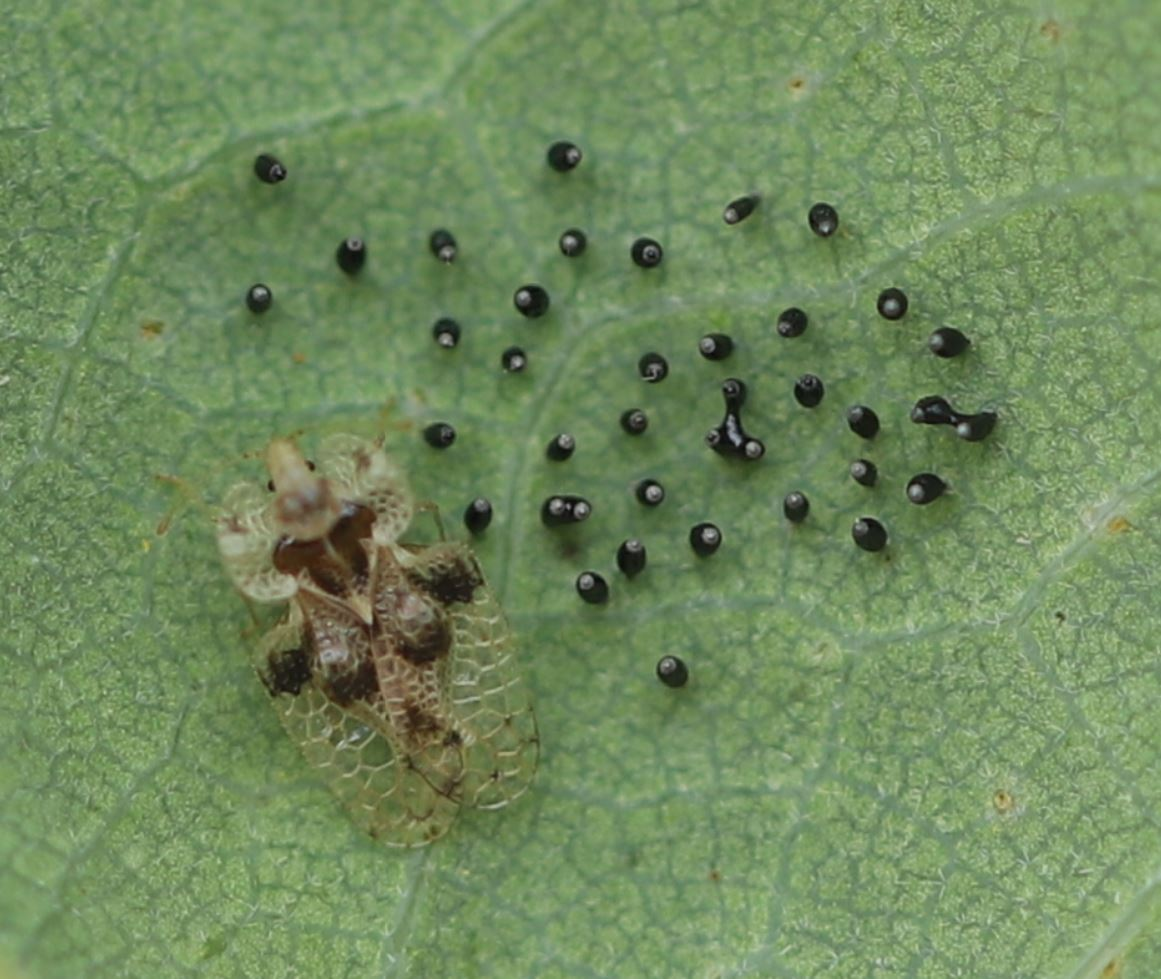
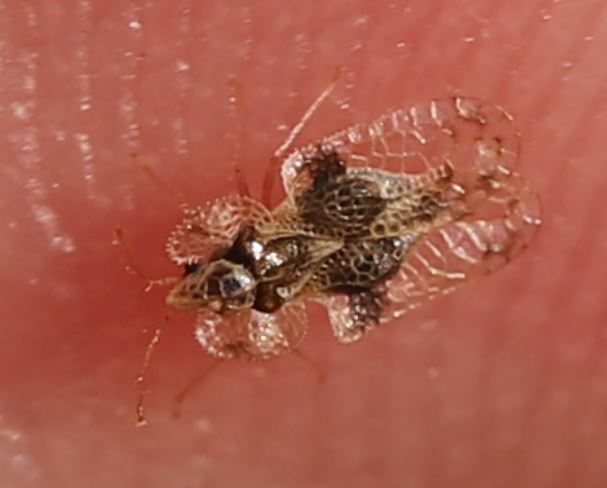
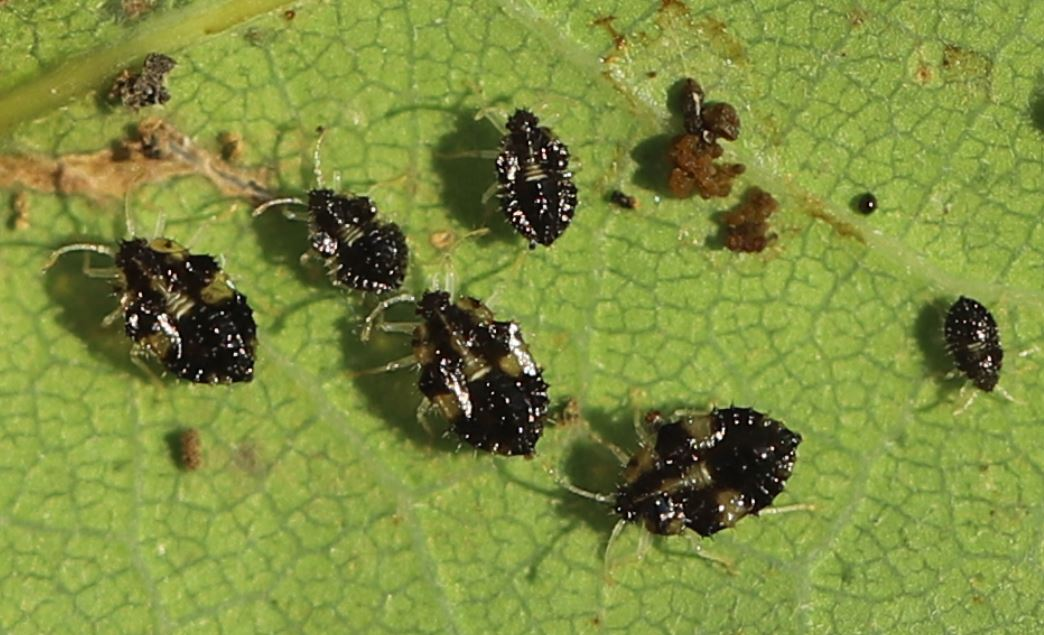